# Montreux (Meurthe-et-Moselle)
Montreux település Franciaországban, Meurthe-et-Moselle megyében. Lakosainak száma 52 fő (2022. január 1.). Montreux Ancerviller, Bréménil, Halloville, Neuviller-lès-Badonviller, Nonhigny, Parux és Badonviller községekkel határos.

## Népesség
A település népességének változása:
| Lakosok száma | 93   | 85   | 59   | 54   | 62   | 63   | 62   | 55   | 54   | 52   |
|               | 1968 | 1982 | 1990 | 2006 | 2013 | 2015 | 2017 | 2019 | 2020 | 2022 |